# Semimartingal
Als Semimartingale werden in der Stochastik bestimmte Prozesse bezeichnet, die insbesondere für die Definition eines allgemeinen stochastischen Integrals von Bedeutung sind. Die Klasse der  Semimartingale umfasst viele bekannte stochastische Prozesse wie den Wiener-Prozess (Brownsche Bewegung) oder den Poisson-Prozess.

## Definition
Gegeben sei ein vollständiger Wahrscheinlichkeitsraum {\displaystyle (\Omega ,{\mathcal {F}},\mathbb {F} ,\mathbb {P} )} mit zugehöriger Filtration {\displaystyle \mathbb {F} =({\mathcal {F}}_{t})_{t\geq 0}}.
Wir nehmen an, dass die Filtration
- vollständig ist, das heißt, alle {\displaystyle \mathbb {P} }-Nullmengen sind {\displaystyle {\mathcal {F}}_{0}}-messbar.
- {\displaystyle \mathbb {F} } ist rechtsstetig, das heißt {\displaystyle {\mathcal {F}}_{t}=\bigcap _{\varepsilon >0}{\mathcal {F}}_{t+\varepsilon }} für alle {\displaystyle 0\leq t<\infty }.

Das Semimartingal besitzt durch den Satz von Bichteler-Dellacherie zwei äquivalente Definitionen.

### Definition 1
Ein Prozess {\displaystyle H} heißt einfach-vorhersehbar, wenn {\displaystyle H} von der Form
{\displaystyle H_{t}=H_{0}1_{\{0\}}(t)+\sum \limits _{i=1}^{n}H_{i}1_{(T_{i},T_{i+1}]}(t)}
für eine endliche Folge von Stoppzeiten {\displaystyle 0\leq T_{1}\leq \cdots \leq T_{n+1}<\infty } ist und
für alle {\displaystyle 0\leq i\leq n} fast sicher {\displaystyle H_{i}\in {\mathcal {F}}_{T_{i}}} sowie {\displaystyle |H_{i}|<\infty }.
Den Raum der einfach-vorhersehbaren Prozesse zusammen mit der durch die gleichmäßigen Konvergenz in {\displaystyle (t,\omega )} induzierten Topologie bezeichnen wir als {\displaystyle \mathbf {S} }.
Für einen Prozess {\displaystyle X} und für einen einfach-vorhersehbaren Prozess {\displaystyle H} definieren wir die lineare Abbildung {\displaystyle I_{X}\colon \mathbf {S} \to L^{0}} durch
{\displaystyle I_{X}(H)=H_{0}X_{0}+\sum \limits _{i=1}^{n}H_{i}(X_{T_{i+1}}-X_{T_{i}}).}
Ein stochastischer Prozess {\displaystyle X} heißt Semimartingal, wenn für jedes {\displaystyle T\in [0,\infty )} der gestoppte Prozess {\displaystyle X^{T}:=(X_{t\wedge T})_{t\geq 0}} càdlàg und adaptiert ist und die Abbildung {\displaystyle I_{X^{T}}} stetig ist.

### Definition 2
Ein Semimartingal ist ein stochastischer Prozess {\displaystyle X} mit Werten in {\displaystyle \mathbb {R} ^{d}} mit den Eigenschaften:
- {\displaystyle X} ist an {\displaystyle \mathbb {F} } adaptiert,
- die Pfade/Trajektorien von {\displaystyle X} sind càdlàg, also rechtsseitig stetig und die linksseitigen Grenzwerte existieren,
- es existiert eine (nicht notwendig eindeutige) Darstellung: 
{\displaystyle X=X_{0}+M+A,}
wobei {\displaystyle X_{0}} fast sicher endlich und {\displaystyle {\mathcal {F}}_{0}}-messbar, {\displaystyle M} ein lokales Martingal und {\displaystyle A} ein FV-Prozess ist, das heißt ein adaptierter Càdlàg-Prozess, dessen Pfade fast sicher endliche Variation auf jedem kompakten Zeitintervall in {\displaystyle \mathbb {R} _{+}} haben.

## Eigenschaften

### Stochastische Integration
Wie bereits in der Einleitung angedeutet, lassen sich mit Hilfe von Semimartingalen allgemeine stochastische Integrale konstruieren. Semimartingale stellen die größte Klasse von Integratoren dar, für die ein Integral der Form
{\displaystyle (H\cdot X)_{t}:=\int _{0}^{t}H_{s}dX_{s}}
sinnvoll definiert werden kann. {\displaystyle H} stammt in diesem Fall aus der Menge aller lokal beschränkten vorhersagbaren Prozesse.

### Stabilität unter Transformationen
Die Klasse der Semimartingale ist unter vielen Operationen stabil. Nicht nur ist jedes gestoppte  Semimartingal offensichtlich wieder ein Semimartingal, auch unter Lokalisierung, einem „Wechsel der Zeit“ oder einem Übergang zu einem neuen absolut stetigen Maß bleiben Semimartingale erhalten.
Die Menge aller Semimartingale bildet eine Algebra, d. h. insbesondere, dass mit {\displaystyle X} und {\displaystyle Y} auch {\displaystyle \alpha X+\beta Y} bzw. {\displaystyle XY} wieder Semimartingale sind.

## Beispiele

### Martingale
Jedes Martingal ist trivialerweise ein Semimartingal, da jedes Martingal selbst ein lokales Martingal ist.
Außerdem ist jedes Submartingal ein Semimartingal sowie jedes Supermartingal, sofern es rechtsstetig mit linksseitig existierenden Grenzwerten ist.

### Sprungprozesse
Viele Sprungprozesse wie verallgemeinerte Poisson-Prozesse sind Semimartingale, da sie von beschränkter Variation sind.

### Lévy-Prozesse
Jeder Lévy-Prozess ist bzgl. seiner kanonischen Filtration ein Semimartingal.

### Itō-Prozesse
Unter anderem in der Finanzmathematik spielen Itō-Prozesse eine zentrale Rolle. Diese sind darstellbar als
{\displaystyle X_{t}=X_{0}+\int _{0}^{t}b_{s}\,{\rm {d}}s+\int _{0}^{t}\sigma _{s}{\rm {d}}W_{s},}
wobei der letzte Term ein Itō-Integral mit Volatilitätsprozess {\displaystyle \sigma _{s}} bezeichnet. Dieser Term ist ein lokales Martingal.